# Cratere Clementina
Clementina  è un cratere sulla superficie di Venere.